# Championnats du monde juniors de ski alpin 1986
Navigation
Édition précédente Édition suivante
Les Championnats du monde juniors de ski alpin 1986 sont la cinquième édition des Championnats du monde juniors de ski alpin. Ils se déroulent du 20 au 23 février 1986 à Bad Kleinkirchheim en Autriche. L'édition comporte huit épreuves : descente, slalom géant, slalom et combiné dans les catégories féminine et masculine. À l'image de ce qui se fait à l'époque en ski acrobatique le combiné n'est pas une épreuve à part mais la somme des résultats des trois autres épreuves et récompense les skieurs les plus polyvalents.
Avec onze médailles sur vingt-quatre (soit près de la moitié des médailles décernées) dont cinq titres, l'Autriche à domicile termine en tête du classement des nations devant la Tchécoslovaquie et la Suisse. Côté performances individuelles, la Tchécoslovaque Lucia Medzihradská (de) se distingue en étant la seule athlète à remporter deux titres lors de cette édition, en slalom géant et en combiné, qu'elle complète d'une seconde place en slalom.

## Tableau des médailles
| Rang  | Nation          | Or | Argent | Bronze | Total |
| ----- | --------------- | -- | ------ | ------ | ----- |
| 1     | Autriche        | 2  | 5      | 4      | 11    |
| 2     | Tchécoslovaquie | 2  | 1      | 0      | 3     |
| 3     | Suisse          | 1  | 1      | 1      | 3     |
| 4     | Suède           | 1  | 1      | 0      | 2     |
| 5     | Italie          | 1  | 0      | 2      | 3     |
| 6     | États-Unis      | 1  | 0      | 0      | 1     |
| 7     | Allemagne       | 0  | 0      | 1      | 1     |
| Total | Total           | 8  | 8      | 8      | 24    |

## Podiums

### Hommes
| Épreuves                     | Or                                 | Argent                      | Bronze                             |
| ---------------------------- | ---------------------------------- | --------------------------- | ---------------------------------- |
| Descente 20 février 1986     | William Besse Suisse               | Andreas Evers (de) Autriche | Roman Siess Autriche               |
| Slalom géant 21 février 1986 | Konrad Kurt Ladstatter Italie      | Anders Lundqvist (de) Suède | Richard Kröll Autriche             |
| Slalom 23 février 1986       | Anders Lundqvist (de) Suède        | Richard Kröll Autriche      | Peter Wirnsberger II (de) Autriche |
| Combiné, 23 février 1986     | Peter Wirnsberger II (de) Autriche | Richard Kröll Autriche      | Peter Runggaldier Italie           |

### Femmes
| Épreuves                     | Or                                      | Argent                                  | Bronze                               |
| ---------------------------- | --------------------------------------- | --------------------------------------- | ------------------------------------ |
| Descente 20 février 1986     | Hilary Lindh États-Unis                 | Astrid Geisler (de) Autriche            | Deborah Compagnoni Italie            |
| Slalom géant 21 février 1986 | Lucia Medzihradská (de) Tchécoslovaquie | Birgit Eder (pl) Autriche               | Annick Chappot (pl) Suisse           |
| Slalom 22 février 1986       | Christa Hartmann (pl) Suède             | Lucia Medzihradská (de) Tchécoslovaquie | Birgit Eder (pl) Autriche            |
| Combiné, 23 février 1986     | Lucia Medzihradská (de) Tchécoslovaquie | Annick Chappot (pl) Suisse              | Ulrike Stanggassinger (de) Allemagne |